# Latvijas Gāze
Latvijas Gāze er en lettisk energivirksomhed, der beskæftiger sig med import, transmission, opbevaring og handel med naturgas. Virkomheden har monopolet på markedet for naturgas i Letland, og ejes af E.ON Ruhrgas International AG (47.2%), AAS Gazprom (34%) og SIA "Itera-Latvija" (16%).